# Felidhu-atol
Felidhu Atol (ook bekend als Vaavu Atol) is een van de atollen van de Maldiven. Met 2144 inwoners is het de kleinste atol in de Maldiven. De atol ligt circa 65 km van de hoofdstad Malé, 90 minuten per speedboot en 5 uur met een langzame boot. De kleine nabijgelegen atol Vattaru (9 km in doorsnede) valt ook onder het Felidhu Atol.

## Bestuurlijke indeling
De Felidhu-atol maakt onderdeel uit van de bestuurlijke divisie Vaavu-atol.